# La signora gioca bene a scopa?
Pour plus de détails, voir Fiche technique et Distribution.
La signora gioca bene a scopa? est une comédie érotique italienne de Giuliano Carnimeo sortie en 1974.

## Synopsis
Michele, propriétaire d'un magasin de chaussures à Parme, est un joueur de poker passionné mais malchanceux : pour rembourser ses dettes, il décide de se prostituer.

## Fiche technique
- Titre italien : La signora gioca bene a scopa?[1],[2]
- Réalisation : Giuliano Carnimeo
- Scénario : Luciano Martino, Sergio Martino, Francesco Milizia, Tito Carpi, Mariano Laurenti
- Photographie : Federico Zanni
- Montage : Eugenio Alabiso
- Musique : Alessandro Alessandroni
- Décors : Antonio Visone (it)
- Costumes : Rosalba Menichelli
- Maquillage : Franco Di Girolamo
- Production : Luciano Martino
- Sociétés de production : Dania Film
- Pays de production :  Italie
- Langue originale : italien
- Format : Couleurs
- Durée : 90 minutes
- Genre : Comédie érotique italienne
- Dates de sortie : 
  - Italie : 14 août 1974

## Distribution
- Carlo Giuffré : Michele Cammagliulo
- Edwige Fenech : Eva, la femme allemande d'Alberto
- Carlo Delle Piane : Tonino
- Oreste Lionello : Alberto, mari écrivain d'Eva
- Enzo Cannavale : Peppino
- Enzo Andronico : Osvaldo, le médecin
- Franca Valeri : Giulia Nascimbeni
- Gigi Ballista : comm. Gervasio Caminata
- Enzo Robutti : l'antiquaire Primo Guendalini
- Didi Perego : Monica Nascimbeni
- Lia Tanzi : la prostituée Marisa
- Adriana Facchetti : la gouvernante Giuditta